# GALILEO FACTORY

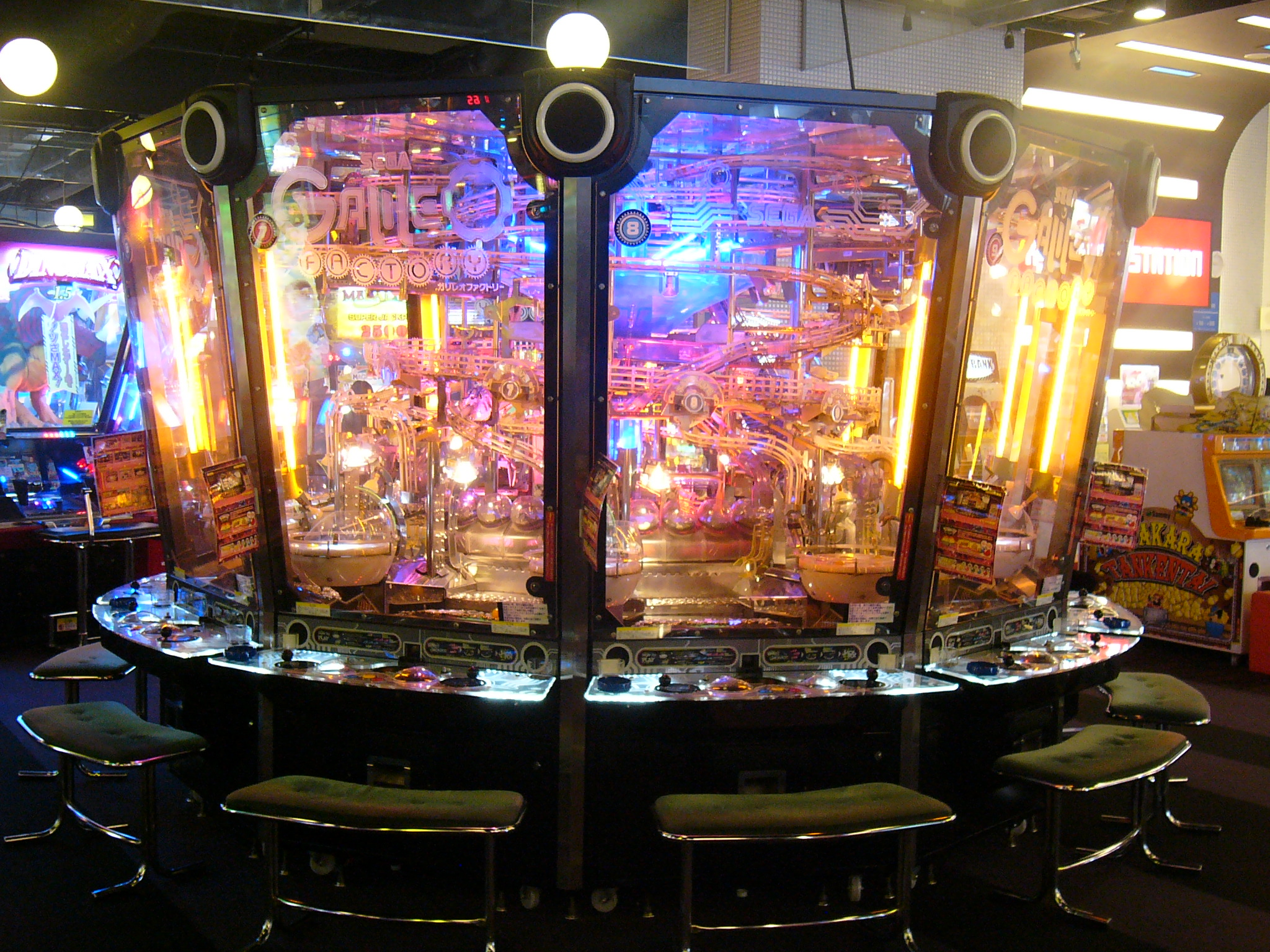
GALILEO FACTORY

GALILEO FACTORY（ガリレオファクトリー）は、2008年8月にセガから発売されたメダルゲーム。

## 概要
10のサテライトそれぞれの台に2つずつメダル投入口があり、最大20人同時プレーが可能なプッシャーゲームである。
内部にはスペースワープのようなボールコースターが構成されており、内部をボールが流れている。このボールが抽選で当たると各サテライトのフィールドに投入され、落とすとメダルの払い出しを受けられる。
フィールド下部には螺旋状のレールがあり、ボールが落ちるとこれにより運ばれ、右側にあるポケットへと導かれる。ここには1球ずつしか通過できないようにカバーと、メダルの誤通過を防ぐ盛り上がりがある。
今までの大型プッシャーマシンとは一線を画す、数々の特徴を持つ。これについては、下記参照。
2009年12月には続編の『GALILEO FACTORY2』が稼働。2012年11月には3作目の『GALILEO FACTORY3 -PLANET ZERO-（プラネット・ゼロ）』が稼働開始した。
使用基板は全シリーズとも
SYSTEMSPを採用。
部品調達難に伴い、メーカー修理サポートを2018年2月末をもって終了した。
サービスを担当するセガ・ロジスティクスサービスにとっては、組み立てに8時間以上かかり、構造が複雑かつ修理に手間がかかるなど、メカニック泣かせの筐体だったという。
続編作品の主な変更点については下記の項目を参照。

## 遊び方
- メダルエントリーにメダルを投入する

本作はメダル投入機構に「手回しホッパー」とも言える機構を採用している。メダルの払い出し装置として使われるホッパーのメダル取り出し部分をそのまま持ってきた形の投入口へメダルを入れると、回転板にある6つの穴にメダルが収まる。ハンドルを矢印の向きに回すと、回転板が回り、メダルは1枚ずつ投入され、ベルトのアシストを伴ってフィールド内へ飛んでいく。この際、左右に動く「ワイパー」の示す向きへ飛んでいくが、黄色いボタンを押している間は、この動きを止めて一方向も狙える。また、左側は青色、右側は赤色のボタンを押すと、飛ぶ距離が短くなる。これは、二段構造になっているフィールドの下段に直接メダルを投入したいときに使う。また、リターンレバーを押している時に投入操作を行うと、メダルは投入されずに中央下部の返却口に戻される。
- スタートチャッカー

通常時に左右にある合計6つの穴にメダルが入るとデジタル抽選が始まる。なお、チャッカーに入ったメダルは回収される。また、保留は全部で10回転分用意されているが、満杯となったときにスタートチャッカーにメダルが入ると、既存の保留に対して格上げ抽選を行う。これに当たると、虹（3つ揃いの当選が確定）か赤（スペシャルの可能性を持つ赤☆の当選が確定）のどちらかに変わる。但し、一度格上げされた保留は再抽選されず、虹や赤になるとその保留の色は変化しない。
また、メダルの検知についてはセンサー式ではなく、中に細い針金のようなものがありそれに当たる事で検知される。
- デジタル抽選

デジタル抽選で同一の数字が3つそろうか、中央に☆（『2』以降はG）絵柄が止まると当選となる。
偶数 - 50枚（3は25枚）の払い出し権利を得る。これを賭けて後述のダブルアップにも挑戦できる。
7以外の奇数 - 後述のクルーンチャレンジ(『3』ではシーソー＆クルーンチャレンジ)に挑戦できる。
7 - 後述のジャックポットチャレンジに挑戦できる。
☆(『2』以降はG)が停止 - ボーナスゲームステップが貯まり、7つ貯まると後述のボーナスゲームに挑戦できる。また、止まると10枚(3では5枚)獲得できる。

## ボールによるメダルの払い出し
本作では、ボールを落下させると、フィールドにメダルの払い出しができる。ボールの色は5色（3は6色）あり、それぞれに配当が異なるが、これがゲーム性の妙を存分に引き出していると言える。
| ボール色                                            | 配当      | スクランブル倍率 | 注意事項                       |
| --------------------------------------------------- | --------- | ---------------- | ------------------------------ |
| 黄色                                                | 15〜500枚 | 2倍              | 下記「コンボボーナス」参照     |
| 桃色                                                | 25枚      | 3倍              | 3は配当15枚                    |
| 緑色                                                | 50枚      | 4倍              |                                |
| 青色                                                | 100枚     | 5倍              |                                |
| 赤色                                                | 500枚     | 7倍              |                                |
| プラネット（3のみ存在、メタリック加工されたボール） | 500枚以上 | 7倍              | スクランブルチャンスの対象外。 |

- コンボボーナス

黄色に限り、払い出し枚数が変わるが、その要因は2つある。一つはこのコンボボーナス、もう一つはジャックポット演出中の「エナジー」による上乗せ。本項では前者について記載。
コンボボーナスとは、黄色ボールを連続して落下させることにより得られる特典で、端的に言えば「n連続目の黄球は、15n枚の払い出しとなる。上限は500枚。」黄球以外が落ちれば、直ちに15枚へ戻る（『2』以降の場合はブロックされ今までの黄球配当が維持される場合もある。なお、3にのみあるプラネットボールはコンボボーナスには一切影響しない）。この枚数は、画面左下に「YELLOW ODDS」として常時表示される。
- スクランブルチャンス

新規にボールが発生する局面では、ボールプール（ボールをすべて集めているタンク）からボールを取り出し、上昇レーンへ乗せるが、このとき、抽選で通常の追加レーンとスクランブル抽選用追加レーンに振り分けが行われる。スクランブルレーンに乗ったボールは、上昇後にクルーン抽選機構へと流れる。クルーンから速度を失ったボールが落下した時に、下部で規則的に回転しているレール上に落ちると当選となり、その時点の対象プレイヤーに対して発生するボーナスタイム。ボールの配当が先着5球に限り2倍から7倍となる（倍率は発生契機となったボールの色によって異なる。詳しくは上記ボールの色に関する表の「スクランブル倍率」を参照）。球数に制限はなく、1つの台が5球全ての獲得も可能な為もたもたしていると先を越されてしまう可能性がある。スクランブルチャンスには約5分の時間制限があり、1球落とすごとに約1分間延長されるが、どの参加サテライトも獲得できずに終了する場合もある。1球で最大3500枚のメダルを貰える大チャンスにもなり、状況次第ではジャックポットを上回るメダル獲得が期待できる。また、ランキングのジャックポット履歴に球数の割に規格外の枚数を出しているもの（例えば24球なのに2万枚など）が見られる場合があるが、それは状況によって発生しうる奇跡であり、不正ではない。

## クルーンとジャックポットへの道のり
本作のジャックポットは、「ジャックポットチャレンジでクルーン中央の穴にボールが入ること」で達成される。これ以外のジャックポット獲得方法はない。
スロット抽選で1,3,5がそろうと、「(シーソー＆)クルーンチャレンジ」に挑戦できる。これは、クルーン(3はシーソー)にボールを1個投入し、その落下地点によってメダルを獲得できたり、フィールドにボールを獲得できたりするゲームである。クルーンは中央に一つの穴、そしてその周りに五芒星状に5つの穴があり、周辺の穴には25,50,75,100,150の数字が書かれている。
- (シーソー＆)クルーンチャレンジのルール

1個のボールを投入する。数字が書かれている穴に入れば、フィールドに記載枚数を払い出すが、ボールが最後の1個の穴に入った場合、その穴の記載枚数は払い出されず、後述の「ジャックポットチャレンジ」へ進む。中央の穴に入った場合は、メダルの払い出しはないが、ボールそのものをフィールドへ払い出す。
クルーンチャレンジによって外側の5つの穴が全て埋まるか、デジタル抽選で7がそろった場合は、「ジャックポットチャレンジ」が行われる。
- ジャックポットチャレンジのルール

外側の穴に入っているボールを全て抜き取ってフィールドへ排出し、クルーンへ1個のボールを投入する。このボールが中央の穴に入ればジャックポット獲得となる。外側の穴に入った場合はチャレンジ失敗となり、穴の記載枚数分のメダルがフィールドへ払い出される。成否にかかわらず、抽選に使われたボールはフィールドへ排出される。

## ジャックポット (JACKPOT)
本機のジャックポットの恩恵はコースター内の全ボール払い出しとなっており、ジャックポットチャレンジにおいて成功するとジャックポットを獲得する。
ジャックポットを獲得すると、サテライトにボールを供給するレーンの末端にあるリフターが停止し、ボールコースター内にあるボールをすべて供給レーン末端へと並べ始める。ボールをすべて集め終わると、リフターを作動させ、コースターのダブループを経て、ボールはジャックポットレーンへと運ばれていく。すべてのボールがジャックポットレーンへ運ばれた時点で、BGMが専用のものに変わり、ロック解除されたボールがすべてスパイラルレーンに流される。ここでボールがかき混ぜられるため、ジャックポットレーンで並んでいた順番とは全く違う順番でボールがフィールドへ払い出される。
ジャックポットボールの払出が完了すると、まず、ジャックポットチャレンジ成功分のメダル、200枚(2は300枚)がフィールドに払い出される。これ以降のメダル払出は、ジャックポット演出終了まで、原則として落下したボールに対する配当による払出に限定される。
そこから、当該サテライトのみジャックポットボーナスタイムが始まる。ボーナスタイムは約1分間ボールボーナスの払い出しがなくなった時点で終わる。この間はスクランブルチャンスが発生しても参加できないが、ジャックポットチャレンジ前に発生したスクランブルチャンスは有効。ボーナスタイム中は、スタートチャッカーをメダルが通過すると、画面上部にあるゲージが貯まっていく。これが「エナジー」である。終わった時点で貯留されているエナジーが黄球の配当を増加させる。ゲージは10本あり、最高255枚の増加となり、増加後の配当は最低270、最高500(増加前が245以上で500になる)。これにより、ジャックポット終了後のゲーム継続に対するモチベーションを増加させている。

## ダブルアップ
デジタル抽選で偶数がそろった場合は、50枚の払い出し権利を使い、ダブルアップに挑戦できる。プレイヤーには3つのリールが、そして画面上部にはディーラーのリールが用意されている。プレイヤーのリールは1 - 7、ディーラーのリールは1 - 8である。プレイヤーの選んだリールの停止数字が、ディーラーのリールの停止数字より大きい場合は勝利となり、配当が2倍になり、ダブルアップは続行することができる（ただし挑戦の上限は900枚、当選による配当は上限無し）。逆の場合は敗北となり、払い出しの権利は没収される。ただし、プレイヤー側の3つのリールが同一数字となった場合は、ゲームの成否にかかわらずボーナス配当が受けられ、上限を超えない限り、この配当をもってダブルアップを続けることができる。ボーナス配当は偶数揃い2倍、7以外の奇数揃い3倍、7揃い7倍となっており、ダブルアップ自体に勝利している場合は、勝利分の2倍を加算する（最高9倍）。従って、このダブルアップの最高獲得枚数は8100枚となる。

## ボーナスゲーム (BONUS GAME)
☆ことボーナスゲームステップが画面下に7つ集まると、ボーナスゲームとなる。ボーナスゲームは5種類あり、どのゲームに挑戦するかはランダム。演出として☆が一つずつ消えていくが、最後に残った☆が赤い場合は、そのゲームは配当5倍のスペシャルボーナスゲームとなる。なので単純に言えば「赤☆が多いほど、5倍ボーナスゲームゲームに行きやすい」ということになる。ボーナスゲームはどれもメダルを使用せず、通常時はメダル飛距離調整、発射方向固定に使う3つのボタンだけを使う。
- MAXIMUM JUDGE（マキシマムジャッジ）

「ガリレオバレエ団」所属のロボットにより、コインを弾いてひっくり返す。数字が書いてある側が見えているコインの数字を合計したものが獲得枚数となるが、枚数に納得がいかない場合は最大4回までやり直しができるが、やり直しにした場合、その結果は採用できない。すべて数字の面が上になった場合は、強制終了となり、パーフェクトボーナスが貰える。コインは色分けされているが、色毎に表裏が決まるので注意。また、コインが飛び上がった際にスローモーションになった場合はチャンス演出であり、僅かだが配当の向上が期待できる。
- RAPID FIRE CANNON（ラピッドファイアーキャノン）

三つの扉から一つを選択し、登場したターゲットを黄色ボタンの連打により破壊するゲーム。ターゲットの数字には「3」「5」「7」「10」がある。ターゲットは数字10個と最後の「？」で構成され、数字のターゲットは3発、「？」のターゲットは10発で破壊することができる。「？」の枚数は不定だが、最低は10枚、最高は500枚が確認されている。なお、数字のターゲットは基本「10」が最高だが、砲台の先端の炎が稀に青い時があり、その場合は3つの扉のどこかに「25」のターゲットが必ず出現する。通常は赤い炎で、その時は出現しない。
- CONTINUE FALL（コンティニューフォール）

冒険家風のロボットが、塔を落ちて行きつつ、宝石を獲得するゲーム。プレイヤーは3つのボタンから1つを選択し、キャラクターを落下させる。落下した先にあるものにより、メダルの獲得枚数が決定する。なお、1発目のみ選択肢に爆弾がないので最低獲得枚数は10枚。
(1)赤ダイヤ　　100枚。
(2)緑宝石　　　 10枚。
(3)爆弾　　　　2発目から登場、ボーナスゲーム終了。
- DANGER BOX（デンジャーボックス）

ディーラー風のロボットが、プレイヤーの選んだ箱を開けていき、その中身によって獲得枚数が決まる。中身はメダル獲得となるアイテム9個、爆弾3個の計12箱で構成されている。アイテムとなるコインは最低5枚から、100枚以上の金のプレートなど多数。これに加え、爆弾を爆発させずにアイテム9個を全て獲得できればパーフェクトで、ボーナス100枚を獲得できる。また、爆弾は引いても爆発しない場合もあり、この場合はゲームが続行する（このとき、爆弾はロボットによって画面外に放り出される）。ただし3回爆弾を引いた場合は必ず爆発する。なお、運悪く一発目で爆発した場合は、どこからか5枚のチップが出現するため、最低獲得枚数は5枚。
- SKY MIX（スカイミックス）

ソリティア風ゲーム。丸・三角・四角のパーツが、黄色・緑・赤と3色、つまり合計9種類ある。この中から手元に登場した3種類を選び、常に「同じ色か同じ形が出続ける」ように選んでいき、手詰まりで終了。配当は黄色1枚、緑3枚、赤5枚、丸1倍、三角2倍、四角3倍となっている。基本的には先を見据えて選ぶ必要があり、ボーナスゲームの中で最も頭を使うゲームになっている。最低獲得枚数は1枚だが、これはわざとやらない限りあり得ない。

## 特異なゲーム性
本作は、今までにあったプッシャーマシンの概念を覆す仕様が沢山用意されている。本項ではそれらについて解説する。

### 枚数が確定しないジャックポット
本作は、ジャックポットを「フィールドにメダルを払う権利」ではなく、「フィールドにボールを払う権利」としたため、ジャックポットを獲得した時点では、「獲得枚数が全くわからない」という特徴を持つ。しかも、同数のボールであっても、複数の色が混ざった場合、特に黄球配当が状況により大きく変動することから、その枚数はボールがポケットに落ちた順番次第となり、ほとんどの場合において異なる枚数となる。そのため、獲得枚数は球数に比例しない。最大となる100球のJPで6000枚台の獲得もあれば、17球でも全て黄球ならば7000枚以上獲得することも理論上可能であり、その喜びは一概に決められない。なお、JPによる最大獲得枚数は、JP単体で払い出されたボール100個と獲得時に払い出される200枚（『2』のみ300枚）で計算すると、JP獲得時に獲得する200枚（『2』のみ300枚）、直前の（シーソー&）クルーンチャレンジ、JPチャレンジによって払い出される合計6個（『3』では7個以上も）とJPにより払い出される100個がすべて黄球（『2』以降のみ赤混入も含む）で黄球配当が最初から500枚という状況から計算すると約53000枚となるが、実際にはJPチャレンジ前にフィールドにボールがあることも多く、高倍率のスクランブルチャンス発生直後にJP獲得など、可能性だけで考えれば極めて低い確率だが6万枚超えもありえるということになる。

### どこから飛び出すか分からない大量獲得
従来のプッシャーマシンにおいては、1000枚以上の大量獲得（フィールド払出。そのほとんどがジャックポット、以下JPとする）は大抵一つの道筋からしか不可能となっており、プレイヤーは基本的にJP獲得を目指して遊んでいた。本作においては、連続で黄球を落とす度に最大500枚にも発展する黄球配当が高い状態で通常のクルーンチャレンジから黄球を複数獲得してそれを連続で落としたり（『2』以降なら赤のみ混入可）、5倍ボーナスゲーム、ダブルアップ、スクランブルチャンス、そしてJPと、1000枚以上の大量獲得の手段が複数あることから、JPを獲得できずとも、その他の手段によりメダル大量獲得の機会を得られれば、JPを引かずしてメダルを大量獲得できる可能性も高く、JPボールの数が少なくても、大量獲得を期待して遊べるようになっている。

### 止め時の見極めが難しいゲーム性
本作は明確な止め時の到来を待ってのプレイが難しい。要因としては以下の事象が考えられる。
- JPを獲得できなかった場合、フィールドにボールが複数ある場合が多い
- JP消化後に、黄球の配当が上がっている場合が多い
- 黄球の配当が高いときに、黄球が次回登場ボールとなっている場合が多い
- 前述の通り、JP以外で高配当を獲得できる機会が多くある

本作では、どこでゲームをやめるかという、「やめる勇気」も必要なゲーム性がある。

### ボール抽選の公正さ
本作では多数のボールを扱うが、全てのボールは1つの大きなボールプールに入っている。また、プール内には攪拌装置があり、ボールを常に撹拌する仕組みとなっている。ボールを必要とした時は、取り出し口から1個ずつ取り出す仕組みとなっており、その色はカラーセンサーで確認するまで分からない。ビンゴパレードなどのビンゴシリーズでは、色別にボールが入っており、内部の抽選結果に対応する色のボールを取り出していたが、本作ではそういったことはなく、出現するボールが常にランダムに抽選されているため、運の支配する所が大きくなっている。

## その他
- ランキング

メダルを投入しないアイドリング状態でこのゲームのランキングを確認できる。ジャックポットによる獲得ボールと獲得枚数、獲得日時、獲得サテライト番号が表示され、獲得枚数の順にランキングとして表示される。カテゴリーは過去10回のジャックポット、このゲームが稼動した時点から発生した全てのジャックポットの2種類。またこれとは別に黄球の最大コンボ数のランキングも表示される。
- 閉店前の対応

規定の時刻が過ぎると、一定の時間経過後にメダル投入ができなくなるという予告テロップが画面に表示される（これの有無と規定時間の設定は店舗側で変更可能）。規定の時刻になると投入しても強制的に各サテライト下部の返却口に返され、チャッカーに入ったメダルも全て無効となり払い出される。さらにスロット抽選もリーチ演出が省略される。これに似た仕様は後に発売された同社のメダルゲームにも採用されている。
- クリスマスver

クリスマス専用のBGMが流れ、デジタルスロット背景にクリスマスツリーが現れる。期間は不明。
- 正月ver

お正月専用のBGMが流れる。期間は不明。
- オペレーターの評価

当初の注目度は高かったものの、筐体価格の高さとメンテナンスへの不安から注文数は多くなかった。これには、同社の大型マスプッシャー前作である『ミラージュワールド』が構造欠陥の改善ができず異例の全台回収に至ったことも影響した。そのため発売前に大幅な価格の見直しが行われている。
稼働後は致命的な欠陥はなかったものの、日常的なメンテナンス以外でもサテライトのメダルタンク容量が少なく頻繁にメダルの補充と回収が必要な点、前述の特殊なゲーム性から獲得枚数が不明なイベント中に故障した場合、スタッフとプレーヤーの間で何枚メダルを補償するかで揉めるケースが見られるなど、通常の運営でもスタッフの負担が大きい。セガはこれらの問題に対してバージョンアップ時にオペレーターの負担を軽減する仕様変更をいくつか行っている。例として『3』稼動時にはメダル回収ボックスの容量を検知する新たなセンサーが追加され、メダル回収のタイミングをスタッフが知れるように改善された。

## ガリレオファクトリー2の主な変更点
2009年12月に、続編・バージョンアップ版となる『ガリレオファクトリー2』が稼働開始した。以下には、『ガリレオファクトリー2』における変更点について記す。
- スロットストックの保留における当選確定の仕様が変更。初代では大まかに二つに分けて(数字か、ボーナスゲームのステップこと☆)どちらが当たるかが虹か赤の二色で分かるようになっていたが、『2』では黄色のみとなり、どの図柄が当たるかが完全にランダムとなった(偶数、奇数、「G」マーク〈後述〉、ミニゲーム「ビッグバルーン」〈後述〉)。

- 通常スロットにて「☆」ことボーナスゲームステップのシンボルが「G」シンボルに変更され、ランダムで☆の獲得もしくは新しく登場したバトルゲームに突入となる。また通常の状態で後述の「G」マークが当たると「☆」のシンボルの色は赤がランダムで当たるようになった反面、スロットストックが当選確定に昇格してこれで「G」マークが当たっても「☆」シンボルの色は赤が当たるとは限らなくなった。

- ミニゲーム「ビッグバルーン」が追加。スロットでリーチがかかり、外れた際に主人公レオと気球が登場することがある。レオが気球に乗ることができれば挑戦となる。また、前述の当選確定で何も揃わず「G」マークも停止しなかった場合、必ずこれが当たる。

ルールは、風船を破裂させないように、できるだけ大きく膨らませるというもの。黄色ボタンを押すと1回、赤ボタンを押すと10回空気を入れられる。青ボタンを押すと表示されている枚数で止められる。表示されている空気の量が現在の獲得可能なメダル枚数を示しており、多くなるたびに増えていくが、放置していると時間と共に空気が抜けていく。また、空気の入れ過ぎで破裂してしまうと、配当は入れた量の10%になってしまう。なお、風船の状況はコメントで表示されるが、大雑把なものであり必ずその通りになるとは限らない(「入れ過ぎ注意！」などで多く入れても平気な場合もあれば、「まだまだいける」などでいきなり破裂する場合もある)。
- ダブルアップの仕様が親リールの数字以上の数を引き当てる方式から、3枚のカードを選んで当てる方式に変更。カードは4種類あり、1倍を引いた場合は変化なし、2倍、7倍を引いた場合は枚数が倍率分上昇し、sorryを引いた場合は没収、終了となる。この仕様変更と同時に奇数が揃った時の「クルーンチャレンジ」時にボールが外側の穴に入った場合にもダブルアップが可能になった。ジャックポットチャレンジで外側の穴に入った際に得られる配当も同様。初代同様に1000枚以上になると強制終了となり払い出し。最高配当はスロット当選時から50*2*2*2*2や、クルーンチャレンジで100に入ってから100*2*2*2、などといったような推移で800枚に増やし、その800枚の時に7倍を引いた5600枚となる。

- ジャックポット獲得で貰えるボールの球数の最低数が前作の10球から20球に増加。

- ジャックポット獲得時のメダル配当が300枚に増加。

- 90球以上のJACKPOTを獲得すると、「PREMIUM JACKPOT」と表示されるようになった。

### ボールボーナスについて変更点
ボールボーナスのイエローオッズにおいて以下の三要素が追加された。
- クリティカルコンボ

黄球を落とした時に、一定の確率で発生。発生すると黄球配当が急上昇する。
- オッズブロック

黄球配当が15以外の時に、黄色以外の球が落ちた時に一定の確率で発生。発生すると黄色の配当が維持される。発生確率は色によって決まっており、赤球の時は必ず発生する。
目安　ピンクが約12球に1球、緑が約4球に1球、青が約2球に1球、赤は必ずブロック。 ※100%固定の赤以外のブロック率は店側の設定によって異なる。
- クリティカルチャージ

黄球配当が15の時に、黄色以外の球を落としたときに一定の確率で発生。発生すると次に黄球が落ちた時のクリティカルコンボの発生が確定する。なお、これが発生してから黄色が落ちるまでは、画面左下の黄色ボールのマークが燃えているエフェクトになる。これの発生率は不明で、色に関係なく一定という説も、色毎に異なるという説もある。

### ボーナスゲームにおける変更点
各種ボーナスゲームにおいて以下のような変更が行われた。また全種に共通する変更点として、ボーナスゲーム突入時に黄☆が最後に残り、1倍で始まっても、最後に配当5倍のスペシャルボーナスゲームに昇格する可能性がある昇格抽選が追加された(終了時に「SPECIAL ×5」のアナウンスが流れテロップが表示されると昇格したことになる)。なお、各種ボーナスゲームのキャラクターはそれぞれ新たに作られたが、プレミア演出として前作のキャラクターが現れる場合があり、この時は5倍への昇格が確定する(最初から5倍が確定している時は出現しない)。
- MAXIMUM JUDGE

中央に大きいコインを追加。他のコインより高い3桁の配当が書かれている。
- RAPID FIRE CANNON

ターゲットを全て壊した場合、クリアボーナスとして残り時間が配当に加算されるようになった。1秒=3枚、1秒未満は1枚。
- CONTINUE FALL

ブラックダイヤが追加。獲得すると300枚貰える。また、前作は爆弾を引いてしまうと必ず爆発し終了不可避だったが、今作では不発になることもあり、この場合は継続となる。ただし、大抵爆発するので過度の期待は禁物。
- DANGER BOX

前作は3回爆弾を引くと必ず爆発し終了不可避だったが、今作は不発になることもあり、この場合はパーフェクトが確定する。ただし、CONTINUE FALL同様、大抵爆発するので過度の期待は禁物。なお、背景の歯車にGが書かれたオブジェが点滅していた場合、パーフェクトが確定する。
- SKY MIX

虹色の☆こと「オールマイティ」が追加。その名の通り、場に出ている色と形問わず出すことができ、配当は最低100枚、最高は500枚を確認。なお、場に出ている物体の色と形はこれを出す前と同じ物となる。

### バトルゲーム
新たに追加されたもので、これは「G」のシンボルから「BATTLE」のシンボルが出た時に発生、レオがランダムで登場する敵と戦うゲーム。敵に勝つと下に表示されているガリレオポイントが貯まり1000点貯まると「ガリレオモード」に入る。
敵は7種類存在。敵により強さと獲得できるポイント（以下、得点と表記）が異なり、強い敵ほど得点が高い。また、敵のうち6種類は通常のものに加え、レッド（以下、赤と表記）とゴールド（以下、金と表記）の2色の色違いも存在。赤は通常より得点が高くなっているが、その分強く、出現率も低くなっている。金、そして残り1種類の敵「イービルレオ」はさらに希少で、かなりの強敵だが、どちらも勝つと1000点を獲得でき、ガリレオモード確定。得点は基本敵により固定だが、ランダムでボーナス分が上乗せされることもあり（ゲージ内に電撃のエフェクトが走っている時に勝てばボーナス上乗せが確定する）、赤色、金色の敵、イービルレオは勝った際のボーナス上乗せが確定となっている(上乗せされる得点はいずれもランダムだが強い敵ほど高くなりやすい)。
ガリレオモード中にもバトルが発生することがあるが、ここで登場する敵はイービルレオと残り6種類の金の敵に限定される(詳細は後述)。
- バトルモードで登場する敵(矢印の順に強くなり得点が高くなる。また、番号が同じ敵はゲーム内容には関係ないが、戦うフィールドの背景が同じであることを示す。)。この敵キャラクターたちは、通常スロットの一部リーチ演出にも登場する。

(1)DIG(ディグ)→ (2)DRILL DISK(ドリルディスク)→(3)BATTERY ROLLER(バッテリーローラー)→(1)B.O.X(ボックス ※前作から既にリーチ演出などで登場)→(2)TWIN RAMMER(ツインランマー)→(3)BOMB MAX(ボムマックス)→前述までの赤バージョン(強さと基本得点値は前述の順番と同じ)→前述までの金バージョン、(4)EVIL L-EO(イービルレオ)(強さは一律で基本得点値はどれも1000点)

#### ガリレオモード
前項のバトルゲームで勝利を重ねて1000点貯めると行くことができるモードで、「777」が高確率で揃う特殊モード。このモード中は通常時とは異なり、7以外揃わないようになっており、7以外が揃っても必ず7に昇格する。また、中央に「G」マークが止まる可能性もあり、ここから発生するのはバトルゲームに固定。ガリレオモードは10回スロットが回るフリーゲームであり、7が揃うか10回転で終了。
さらにガリレオモード中にバトルゲームが発生し、この時に出現するイービルレオまたは稀に登場する、残り6種類の敵の金バージョンを倒すと、ガリレオモードよりもさらに高確率で777が揃う「スーパーガリレオモード」に突入する(厳密には、ガリレオモード突入条件を満たしてから終了までの間に1000点貯め直すことが条件のため、ガリレオモードに入っていなくても、約8割以上貯まっている状態で1000点確定の金バージョン敵やイービルレオと戦い勝つと、それらはボーナス上乗せも確定であり、ガリレオモードを省略してスーパーガリレオモードに行ける)。スーパーガリレオモード突入時にはガリレオモードで消費したフリースロット回数も10回にリセットされる。こちらも7が揃うか10回転で終了。

## ガリレオファクトリー3の主な変更点
2012年11月に稼働開始した『ガリレオファクトリー3 -プラネットゼロ-』における変更点を以下に記す。なお変更点以外のゲーム性は基本的に前作『2』を踏襲している（前作で追加された黄球配当周りの要素は全て継承）。
本作は、NAOMI基板の廉価版であるSYSTEMSP基板で開発された最後の作品であり、同時にNAOMIシリーズの基板全体の最後を飾った作品にもなった。
- クルーンの手前にシーソーメカが設置され、奇数当たりの特典が「シーソー＆クルーンチャレンジ」に変更された。これは奇数が当たると、最初に一定の間隔で左右に傾くシーソーにボールが投下されて抽選を行う。そのシーソーで右のクルーン側にボールが進むと、従来通りクルーンチャレンジとなる。逆にボールが左のフィールド側に進むとクルーンチャレンジに進めず、フィールドにボールが払い出されて終わってしまう。
- 「エクストラボール」の要素が追加。これを持っているとジャックポットチャレンジで使える球が増える。
  - 獲得条件はクルーンチャレンジで真ん中の穴に入るとエクストラステップを1つ獲得(シーソー抽選の分は対象外)、7つ獲得でエクストラボールを1つ獲得。最大5個まで持て、5個持っている場合はジャックポットが確定する。ただし、エクストラボールが残っていても中央の穴に入った時点で抽選は終了となる。外側に入った際の配当や使用した球は、抽選の成否を問わず入った分全てが、配当は合計されて、球は順次払い出される。このエクストラボールはジャックポットチャレンジが発生すると自動的に使われ、それまで持っていた球は勿論、途中まで貯めていたステップも失う。
- ジャックポット獲得時のメダル配当が初代同様の200枚に戻された。
- ジャックポット獲得時に貰える球数の最低初期値が初代同様の10球に戻された。
- 100枚以上払い出しの時に使用するメダルカプセルにボールが入っていることもある。カプセルへのボール投入は新たに追加された、サテライト10の上部辺りのコースターレール途中にあるボール投下レールと、そこから繋がっており、カプセル群が並び移動するターンテーブルの真上付近にある、ボールを3つまでストックできるストックボックス装置を介して行われる。この投入のタイミングは不明。
- 桃球の配当が25枚から15枚に減少。
- 偶数が揃った時の配当が50枚から25枚に半減。
- ダブルアップの方式が、サイコロの上面に来たキャラクターを当てる方式に変更。使うサイコロは3つで、選んだキャラクターが1体でもいれば勝利となり(1体：2倍、2体：3倍、3体：5倍)、0体ならば没収となる(ただし稀に復活演出で1倍になる)。また、稀にサイコロを開く際に、青や赤い炎が出たり、左から1つずつ開く演出が起こったりすることがあり、青い炎は単なる期待度上昇に過ぎないが、赤い炎が出れば2倍以上、1つずつ開いた場合は3倍以上が確定。また、2つの演出は同時に起こることもあり、その場合は5倍の可能性が上がる。初代同様、クルーンチャレンジやジャックポットチャレンジで外側に入った際に得られる配当を賭けてのダブルアップはできなくなった。最高配当は900枚の時に選んだキャラクターが3体出現して5倍になった場合の4500枚。
- ミニゲーム「ビッグバルーン」は削除された。
- 中央に「G」マークが止まって☆を引いた時の払い出しが10枚から5枚に半減。
- 「G」シンボルの中身に新たに「Direct Ball」(ダイレクトボール)と「Odds Guard」(オッズガード)が追加。
  - ダイレクトボール：出現するとサテライトでキャッチされているボールが、シーソーが左のフィールド側に傾き直接フィールドに払い出される。
  - オッズガード：出現すると次の1回だけ、黄球配当が15以外の時に黄色以外の球が落ちた際にオッズブロックを必ず発動してリセットを回避してくれる。ただし、元々必ずオッズブロックが発生する赤球も黄色以外に含まれるため、これがある時に赤球を落とした場合は無駄に使われてしまうことになる。なお、黄球配当が15の時にオッズガードがあった場合、黄色以外を落としても使われず、クリティカルチャージが発生する可能性も残る。これを持っているとスロットがかなり当たりにくくなるので、入手したら早めに使った方が良い。入手すると、使われるまでは黄球の配当表示が緑色の半透明の多面体のエフェクトで覆われたような外見になる。
- 前作にあったバトルゲームとガリレオモードは削除された。
- 新たに「F」図柄とファクトリーモードが追加。これはスロットで「FFF」が揃うと突入する確率変動で、奇数が揃いやすくなる。図柄に関係なくリーチがかかるとバトルに発展し、レオが敵キャラクターに勝てば奇数が揃い継続。負けると偶数が揃い、昇格しなかった場合、終了となる。敵は3種類存在し、「DIG(ディグ)→B.O.X(ボックス)→EVIL L-EO(イービルレオ)」の順に危険度(強さ)が上がる(前作と異なり、レオが先攻・回避した時点で勝利が確定)。なお、稀にバトルに発展しない場合もあり、この時は7も含め奇数揃いが確定する。
- 当選確定の保留ストックに赤が復活。初代同様にボーナスゲームステップの赤☆が必ず出現する。この仕様変更に伴い、虹色保留からは☆が出現しなくなった(「G」シンボルが止まっても、ダイレクトボールかオッズガードのどちらかが必ず出現するようになっている)。なお、通常のスロットからも赤☆が出現する可能性がある点と、ボーナスゲーム突入時に黄色☆が残り通常の1倍で始まっても終了時に5倍に昇格する可能性がある昇格抽選が行われる点は前作からそのまま継承。
- 「プラネットジャックポット」が新たに追加。これはメダル投入の度に蓄積されていくプログレッシブ型のジャックポットで、専用のプラネットボールがコースターに運ばれるまで蓄積を受け付けている。運ばれると「プラネットボール キャッチアップ！」のテロップが各サテライトに表示されて受付を終了する。ただし、枚数の蓄積の受け付け自体は引き続き行われ、その回のプラネットジャックポット獲得までに蓄積された分は次回のプラネットジャックポットに上乗せされる。それからプラネットボールをどこかのサテライトがフィールドから落とすまでの間、画面上部のプラネットジャックポット枚数表示の真下に「PLANET JPチャンス！」と表示されるようになる。獲得方法は、新たに追加されたメタリック加工されたプラネットボールを落とすだけで必ず獲得となり、専用の演出と払い出しに移行する(ジャックポット中に落とした場合は一旦保留となり、ジャックポット消化後に演出と払い出しが開始される)。なお、このボールは他の球とは異なり、スクランブルチャンス中に落としても倍率上昇の特典を受けられない。また、黄色ボールの配当にも一切影響を与えない(リセットもブロックもせず、オッズガードも使われない)。最低初期値は500枚で、最高枚数は恐らく9999枚。
- スクランブルチャンス突入に必須となるキャッチアームの一本当たりの長さが短くなり、代わりに2本から4本に増えた。
- 「プラネットスクランブルチャンス」が追加。プラネットボールがスクランブル抽選機構に運ばれ、アームに乗ると発生するもので、基本的なルールは通常のスクランブルチャンスと同じで、倍率は赤と同じ7倍だが、5球目を落とした台に3500枚の上乗せボーナスが発生する。
- スロットにはノーマル台とライト台があり、それぞれ奇数・偶数ごとの当選確率(不明)、ファクトリーモードの突入率(ライト台の方が高い)・継続率(ノーマル台80％以上、ライト台66％以上)など、各種確率が異なる。また、ライト台は偶数が当たっても、50％の確率でダブルアップ挑戦権が得られず、強制的に25枚が払い出される。なお、プレイしていて大差ないように感じられることが多く、台選びの際にこれを気にする必要はないが、ダブルアップ発生率が50％のライト台はやや不利。ノーマル台かライト台の切り替えは店側の設定で可能。また、ライト台は、画面右下のゲームロゴや落とした球の配当の保留を表示している場所に、自動車の「初心者マーク」が表示されている。
- ランキング内に新たにプラネットジャックポットの枚数（ジャックポットと同様に稼働を開始してからの合計と、過去10回分を表示）、ファクトリーモードの最高継続回数（ライト台とノーマル台が混在している筐体はそれぞれ別々に扱われる）が集計、表示されるようになった。